# 12 (film)
12  è un film drammatico del 2007 diretto da Nikita Mikhalkov, presentato in concorso alla 64ª Mostra del Cinema di Venezia, dove è stato premiato con un Leone Speciale per l'insieme dell'opera, e nominato all'Oscar al miglior film straniero.
Il film è un libero adattamento del dramma La parola ai giurati e un remake del film omonimo (12 Angry Men, 1957) di Sidney Lumet. Segna il ritorno alla regia di Mikhalkov dopo una pausa di quasi dieci anni (l'ultimo film era stato Il barbiere di Siberia nel 1998).

## Trama
Una giuria composta da dodici persone deve giudicare un giovane ceceno, accusato di aver ucciso il proprio padre adottivo, un ufficiale russo. Inizialmente i giurati sembrano tutti d'accordo nel pensare che il giovane sia colpevole ma uno di loro vota in modo contrario. Dato che il verdetto dev'essere unanime il dibattito inizia e dura per tutta la durata del film, con colpi di scena e con la messa a nudo della psicologia dei personaggi.

## Analisi
Il film (diversamente dalla versione di Sidney Lumet, La parola ai giurati) viene frequentemente interrotto da flashback riguardanti la vita dell'imputato in Cecenia, fin dalla sua infanzia. L'assassinio può essere inteso come metafora dei rapporti tra la Russia e la Cecenia; la rottura del nucleo famigliare come metafora della disgregazione della nazione russa si presenta infatti di frequente nel cinema russo moderno. Come il contemporaneo Alexandra del connazionale Sokurov, il film riflette sulla guerra cecena senza mostrarla direttamente, scegliendo una posizione molto "diplomatica" in grado di soddisfare entrambe le parti. Il presidente russo Putin ha affermato di essersi commosso alla visione di questo film.

## Accoglienza

### Critica
Il film ha ricevuto pareri contrastanti sia in Russia che nel resto del mondo. La giuria del Festival di Venezia ha definito il film come "una conferma della maestria di Mikhalkov nell'esplorare e nel rilevare al pubblico, con grande umanità, la complessità dell'esistenza umana".
C'è chi, come la giornalista d'opposizione russa Zoya Svetova, ha etichettato il film come pro-Putin, riconoscendo nel personaggio interpretato da Mikhalkov un ufficiale dei servizi segreti.

## Riconoscimenti
- 2007 - Mostra internazionale d'arte cinematografica
  - Candidatura al Leone d'oro a Nikita Mikhalkov
- 2008 - Premio Oscar
  - Candidatura al Premio Oscar al miglior film in lingua straniera
- 2008 - Nika Awards
  - Miglior musica a Eduard Artemev
  - Miglior attore a Sergey Garmash